# 7028 Tachikawa
7028 Tachikawa eller 1993 XC1 är en asteroid i huvudbältet som upptäcktes den 5 december 1993 av de båda japanska astronomerna Masanori Hirasawa och Shohei Suzuki vid Nyukasa-observatoriet. Den är uppkallad efter den japanska staden Tachikawa.
Asteroiden har en diameter på ungefär 7 kilometer och den tillhör asteroidgruppen Koronis.